# Oman na Letnich Igrzyskach Olimpijskich 2008
Oman na Letnich Igrzyskach Olimpijskich 2008 reprezentowało czworo zawodników – trzech mężczyzn i jedna kobieta.
Był to 7. start reprezentacji Omanu na letnich igrzyskach olimpijskich.

## Skład kadry

### Lekkoatletyka
| Zawodnik            | Konkurencja            | Kwal. | Kwal. | Ćwierćfinał            | Ćwierćfinał            | Półfinał               | Półfinał               | Finał                  | Finał                  |
| Zawodnik            | Konkurencja            | Wynik | Poz.  | Wynik                  | Poz.                   | Wynik                  | Poz.                   | Wynik                  | Poz.                   |
| ------------------- | ---------------------- | ----- | ----- | ---------------------- | ---------------------- | ---------------------- | ---------------------- | ---------------------- | ---------------------- |
| Abdullah Al-Sooli   | bieg na 100 m mężczyzn | 10.53 |       | → Nie awansował dalej  | → Nie awansował dalej  | → Nie awansował dalej  | → Nie awansował dalej  | → Nie awansował dalej  | → Nie awansował dalej  |
| Abdullah Al-Sooli   | bieg na 200 m mężczyzn |       |       | → Nie awansował dalej  | → Nie awansował dalej  | → Nie awansował dalej  | → Nie awansował dalej  | → Nie awansował dalej  | → Nie awansował dalej  |
| Buthayna Al-Yaqoubi | bieg na 100 m kobiet   | 13.90 |       | → Nie awansowała dalej | → Nie awansowała dalej | → Nie awansowała dalej | → Nie awansowała dalej | → Nie awansowała dalej | → Nie awansowała dalej |

### Pływanie
| Zawodnik          | Konkurencja                      | Kwal.   | Kwal. | Półfinał              | Półfinał              | Finał                 | Finał                 |
| Zawodnik          | Konkurencja                      | Wynik   | Poz.  | Wynik                 | Poz.                  | Wynik                 | Poz.                  |
| ----------------- | -------------------------------- | ------- | ----- | --------------------- | --------------------- | --------------------- | --------------------- |
| Mohammed Al-Habsi | 100 m stylem klasycznym mężczyzn | 1:12.28 | 62    | → Nie awansował dalej | → Nie awansował dalej | → Nie awansował dalej | → Nie awansował dalej |

### Strzelectwo
| Zawodnik            | Konkurencja                | Kwal. | Kwal. | Finał                 | Finał                 | Poz.                  |
| Zawodnik            | Konkurencja                | Pkt.  | Poz.  | Pkt.                  | Poz.                  | Poz.                  |
| ------------------- | -------------------------- | ----- | ----- | --------------------- | --------------------- | --------------------- |
| Allahdad Al-Bulushi | karabin dowolny leżąc 50 m | 582   | 51    | → Nie awansował dalej | → Nie awansował dalej | → Nie awansował dalej |